# Andrew Cumming
Andrew Cumming (Council Area Fife, 1982) és un director de cinema escocès.

## Vida
Andrew Cumming va néixer al voltant de 1982 a l'àrea municipal de Fife a Escòcia i va créixer a Leven. Va assistir a una escola d'art a Dundee i es va graduar en animació. Als 21 anys, Cumming va decidir convertir-se en director. Va treballar com a DJ, va fundar una empresa de mitjans el 2006 amb un bon amic de l'escola d'art que feia pel·lícules corporatives, llocs web, marques i mitjans impresos i també va escriure algunes obres de teatre. Tot i que continuava fent curtmetratges autofinançats, va sol·licitar diverses vegades entrar a la National Film and Television School de Londres fins que va ser acceptat el 2010. La seva pel·lícula de graduació Radiance a la NFTS, on va estudiar direcció pel seu màster, va ser nominada a la millor pel·lícula als BAFTA Scotland New Talent Awards.
El seu debut al llargmetratge, la pel·lícula de terror The Origin, es va estrenar al Festival de Cinema de Londres a principis d'octubre de 2022. Cumming va coescriure el guió de The Origin, que descriu com una "pel·lícula de terror paleolítica", amb Ruth Greenberg i Oliver Kassman. Els enregistraments es van fer durant cinc setmanes a les Terres Altes escoceses a la tardor del 2020. Els actors, que inclouen Chuku Modu, Kit Young, Iola Evans i la nouvinguda Safia Oakley-Green, parlen "tola", un llenguatge prehistòric fictici, a la pel·lícula.
El 2021, Cumming va ser nomenat una de les "Stars of Tomorrow" de Screen Daily. Als Premis British Independent Film de 2022, va rebre una nominació al premi Douglas Hickox per "The Origin".

## Filmografia
- 2013: Radiance (curtmetratge)
- 2016–2017: River City (sèrie de televisió, 11 episodis)
- 2018: Clique (sèrie de televisió, 3 episodis)
- 2022: The Origin

## Premis
Premis British Independent Film
- 2022: Nominació a Millor debut en direcció (The Origin)

Premi Dewar Arts
- 2010: Premi a la categoria Direcció de cinema[1]

LV Festival Internacional de Cinema Fantàstic de Catalunya
- 2022: Nominació al Concurs Oficial Fantàstic (The Origin)[4]